# Centre Excursionista del Penedès
El Centre Excursionista del Penedès és un club esportiu excursionista de Vilafranca del Penedès, fundat l'any 1975.
Els seus orígens es remunten a l'any 1853, quan es creà el primer grup excursionista de Vilafranca. Posteriorment, el 1921 en prengué el relleu el Grup Excursionista Penedès, un any després, el 1922, el Centre Excursionista Vilafranquí, el 1943 la Joventut Excursionista Vilafranquina, el 1956 el Grup Excursionista Col·laborador, i l'any 1961 l'Agrupació Excursionista Catalunya. Finalment, el 2 de juny de 1975 es fundà el Centre Excursionista del Penedès, amb el seu nom definitiu, amb el qual és conegut actualment.
Coincidint amb la celebració del seu 25è aniversari, l'any 2000, el Centre traslladà el seu local social a la nova seu ubicada al número 11 del carrer Pere Martí Grivé. El CEP disposa de seccions d'alta muntanya, senderisme, escalada, bicicleta de muntanya, esquí, raquetes de neu i fotografia. També té biblioteca i un grup de coral. El grup alpí participà en dues expedicions a cims de l'Himàlaia: al Tukuche el 1987, i al Makalu el 1989. Organitza la marxa de resistència pels set cims més alts del Penedès, prova integrada en la Copa Catalana de l'especialitat. Des del 1995 també organitza un cicle d'audiovisuals dedicats al muntanyisme. Fins a l'any 1998 publicà el butlletí Desglaç. El 2011 tenia més de 1.200 socis.
L'any 2002 va rebre per part de l'Ajuntament de Vilafranca del Penedès la "Medalla de la Vila", per la seva destacada trajectòria cívica de servei a Vilafranca, considerat hereu del moviment excursionista iniciat a mitjans del segle xix per figures il·lustres com els germans Gaietà i Eduard Vidal i de Valenciano, Manuel Milà i Fontanals o Francesc Xavier Llorens i Barba.
L'any 2023, el centre va inaugurar el nou local, també a Vilafranca, i dotat, entre d'altres, d'espais més grans per celebrar reunions i xerrades així com d'un búlder per a l'escalada indoor i d'un gimnàs per als socis i sòcies.